# 月光 海洋 夢
《月光 海洋 夢》是香港、台灣歌手邰正宵的第十四張大碟，第二張粵語專輯，在1996年11月推出。專輯第一主打歌是《月光 海洋 夢》，由其偶像許冠傑作曲，而第二主打歌為《寂寞玩具》。

## 曲目
| 曲序 | 曲名                   | 曲     | 詞     | 編曲          | 附註                                 |
| 01   | 發掘話題               | 辛偉力 | 林夕   | 辛偉力        |                                      |
| 02   | 所以                   | 方文良 | 黃偉文 | 辛偉力        |                                      |
| 03   | 月光 海洋 夢           | 許冠傑 | 邰正宵 | 屠穎          | 第一主打歌                           |
| 04   | 寂寞玩具               | 邰正宵 | 陳少琪 | 江建民        | 第二主打歌                           |
| 05   | 真自由                 | 邰正宵 | 李敏   | 屠穎          | 國語版本為《返璞歸真》               |
| 06   | 早餐                   | 邰正宵 | 陳少琪 | 屠穎          | 國語版本為《單情弦》                 |
| 07   | 不想知道               | 邰正宵 | 李敏   | 王豫民        | 國語版本為鍾漢良《給我機會讓我愛你》 |
| 08   | 自戀                   | 方文良 | 邰正宵 | 王豫民        |                                      |
| 09   | 最愛的戲               | 邰正宵 | 陳啟泰 | 王豫民        | 國語版本為《讓我一生擁有你》         |
| 10   | 用情太深（真情回憶版） | 邰正宵 | 邰正宵 | Roberto Zayas |                                      |

## 唱片版本
- CD版
- 錄音帶版